# محوطه بالانچ ۵
محوطه بالانچ ۵ مربوط به هزاره سوم قبل از میلاد است و در شهرستان ایرانشهر، بخش بمپور، دهستان بمپورغربی، راه خاکی روستای سردگال واقع شده و این اثر در تاریخ ۲۷ اسفند ۱۳۸۶ با شمارهٔ ثبت ۲۲۷۰۲ به‌عنوان یکی از آثار ملی ایران به ثبت رسیده است.